# Кипоренко-Даманский, Юрий Степанович
Юрий Степанович Кипоре́нко-Дама́нский (настоящая фамилия — Кипоре́нко; 1888—1955) — советский украинский оперный певец (драматический тенор), педагог. Народный артист Украинской ССР (1936). Заслуженный артист Грузинской ССР (1943). Лауреат Сталинской премии второй степени (1949). Член ВКП(б) с 1946 года.

## Биография
Ю. С. Кипоренко родился 12 (24 марта) 1888 года в Харькове в многодетной семье сапожника (из 12 детей выжило только половина). 
Пению обучался у Г. Танаро в Италии. Сценическую деятельность начал в украинской музыкально-драматической труппе А. Л. Суходольского (1907—1909). 
В 1913—1938 годах солист оперных театров Москвы (Оперный театр Зимина), Харькова, Киева, Саратова, Тбилиси и других городов. 
С 1939 года солист КУАТОБ имени Т. Г. Шевченко. С 1948 года преподавал в КГК имени П. И. Чайковского. Доцент (1952). Выступал как концертный певец.
Жизни и творчеству Ю. С. Кипоренко посвящен ряд монографий
Жена — драматическая актриса П. А. Доманская.
Ю. С. Кипорено-Даманский умер 6 августа 1955 года. Похоронен в Киеве на Байковом кладбище.

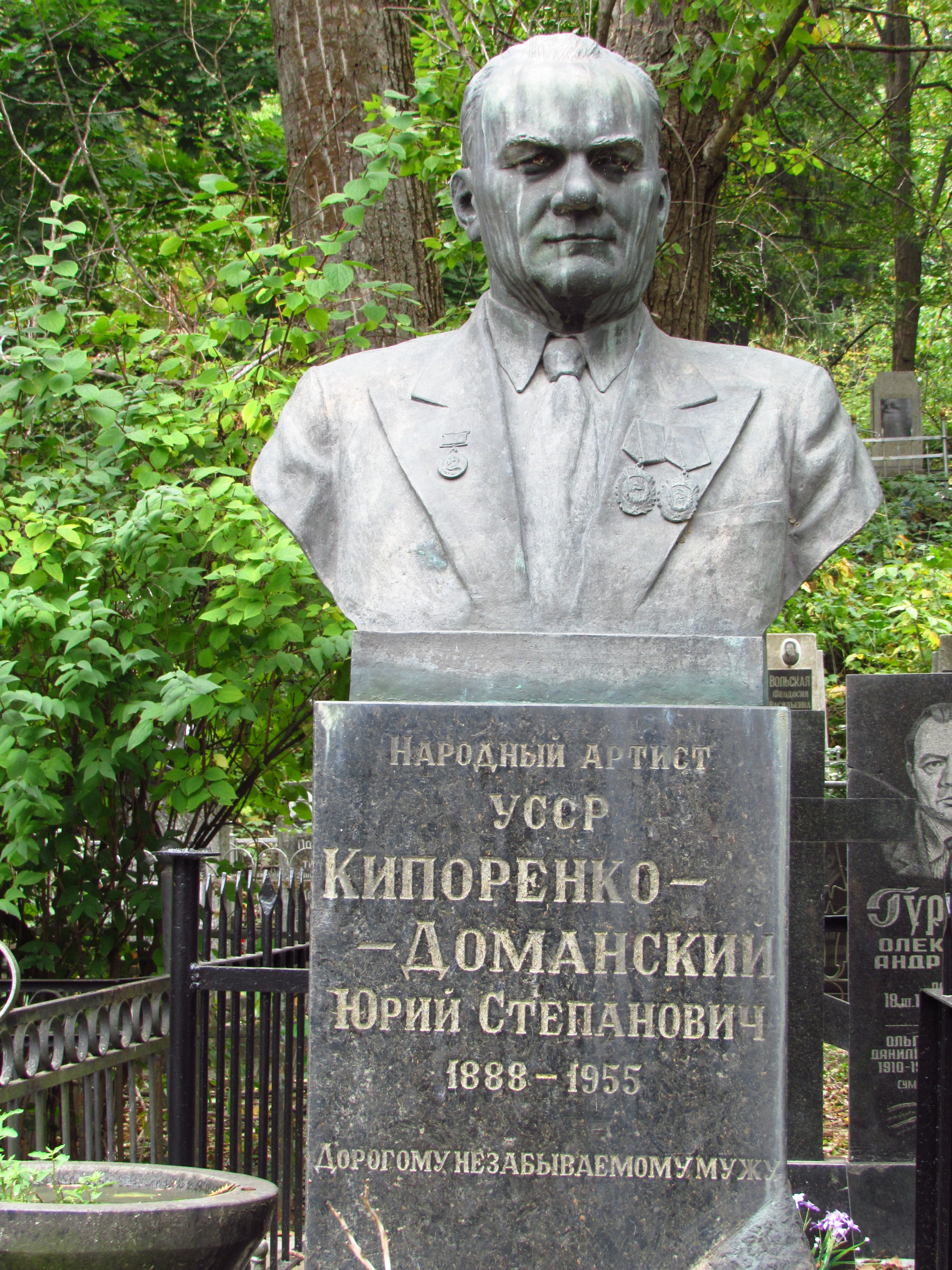
Могила Ю.Кипоренко-Доманского

## Оперные партии
- «Иван Сусанин» М. И. Глинки — Собинин
- «Борис Годунов» М. П. Мусоргского — Самозванец
- «Садко» Н. А. Римского-Корсакова — Садко
- «Майская ночь» Н. А. Римского-Корсакова — Левко
- «Пиковая дама» П. И. Чайковского — Германн
- «Нерон» А. Г. Рубинштена — Нерон
- «Орестея» С. И. Танеева — Орест
- «Тихий Дон» И. И. Дзержинского — Григорий
- «Жидовка» Ф. Ж. Галеви — Элеазар
- «Фауст» Ш. Гуно — Фауст
- «Кармен» Ж. Бизе — Хозе
- «Аида» Дж. Верди — Рамадес
- «Отелло» Дж. Верди — Отелло
- «Трубадур» Дж. Верди — Манрико
- «Паяцы» Р. Леонкавалло — Канио
- «Тоска» Дж. Пуччини — Каварадосси
- «Галька» С. Монюшко — Йонтек
- «Тангейзер» Р. Вагнера — Тангейзер
- «Лоэнгрин» Р. Вагнера — Лоэнгрин

## Награды и премии
- народный артист Украинской ССР (1936)
- заслуженный артист Грузинской ССР (1943)
- Сталинская премия второй степени (1949) — за исполнение партии Собинина в оперном спектакле «Иван Сусанин» М. И. Глинки[5]
- два ордена Трудового Красного Знамени (1948, 1951)